# کیوتاکا هیاکاوا
کیوتاکا هیاکاوا (انگلیسی: Kiyotaka Hayakawa; ۱۷ ژوئیهٔ ۱۹۴۶ – ۲۹ مارس ۲۰۰۵) بازیکن هندبال اهل ژاپن بود.